# Munchhouse
Munchhouse (deutsch Münchhausen) ist eine französische Gemeinde mit 1538 Einwohnern (Stand 1. Januar 2022) im Département Haut-Rhin in der Region Grand Est (bis 2015 Elsass). Sie gehört zum Arrondissement Colmar-Ribeauvillé und ist Mitglied des Gemeindeverbandes Communauté de communes Alsace Rhin Brisach. Die Bewohner werden Munchhousiens und Munchhousiennes genannt.
Die Gemeinde erhielt 2022 die Auszeichnung „Eine Blume“, die vom Conseil national des villes et villages fleuris (CNVVF) im Rahmen des jährlichen Wettbewerbs der blumengeschmückten Städte und Dörfer verliehen wird.

## Geografie
Die Gemeinde Munchhouse liegt am Nordrand des Harthwaldes, etwa 15 Kilometer nordöstlich von Mülhausen und neun Kilometer westlich des Rheins, der die Grenze zu Deutschland bildet. Unmittelbar westlich des Ortes verläuft der alte Nordabschnitt des Rhein-Rhône-Kanals.

## Geschichte
Von 1871 bis zum Ende des Ersten Weltkrieges gehörte Münchhausen als Teil des Reichslandes Elsaß-Lothringen zum Deutschen Reich und war dem Kreis Gebweiler im Bezirk Oberelsaß zugeordnet.

### Bevölkerungsentwicklung
| Jahr      | 1910 | 1962 | 1968 | 1975 | 1982 | 1990 | 1999 | 2007 | 2016 |
| Einwohner | 849  | 802  | 818  | 903  | 937  | 1216 | 1429 | 1569 | 1547 |

## Sehenswürdigkeiten

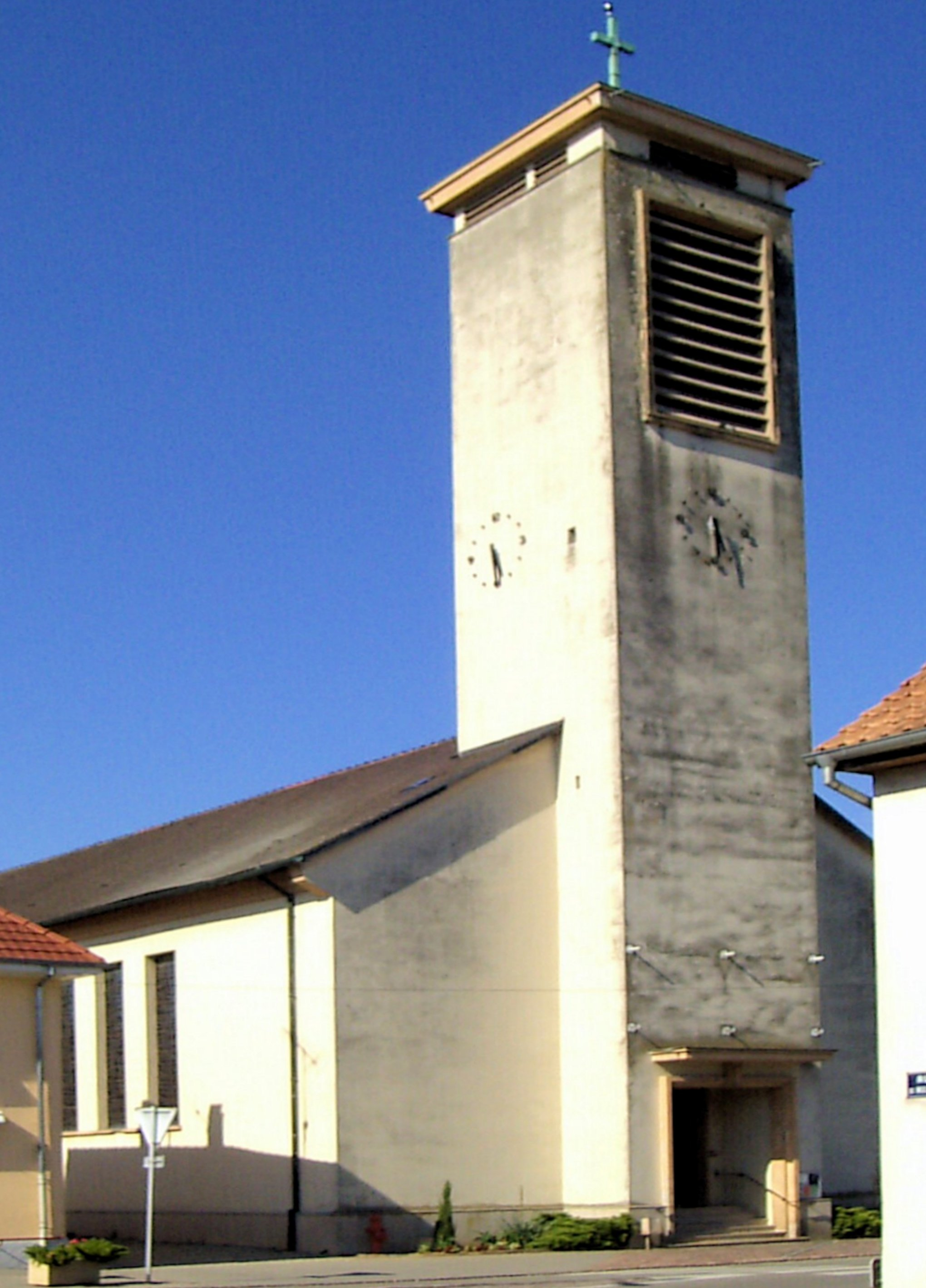
Kirche Sainte-Agathe
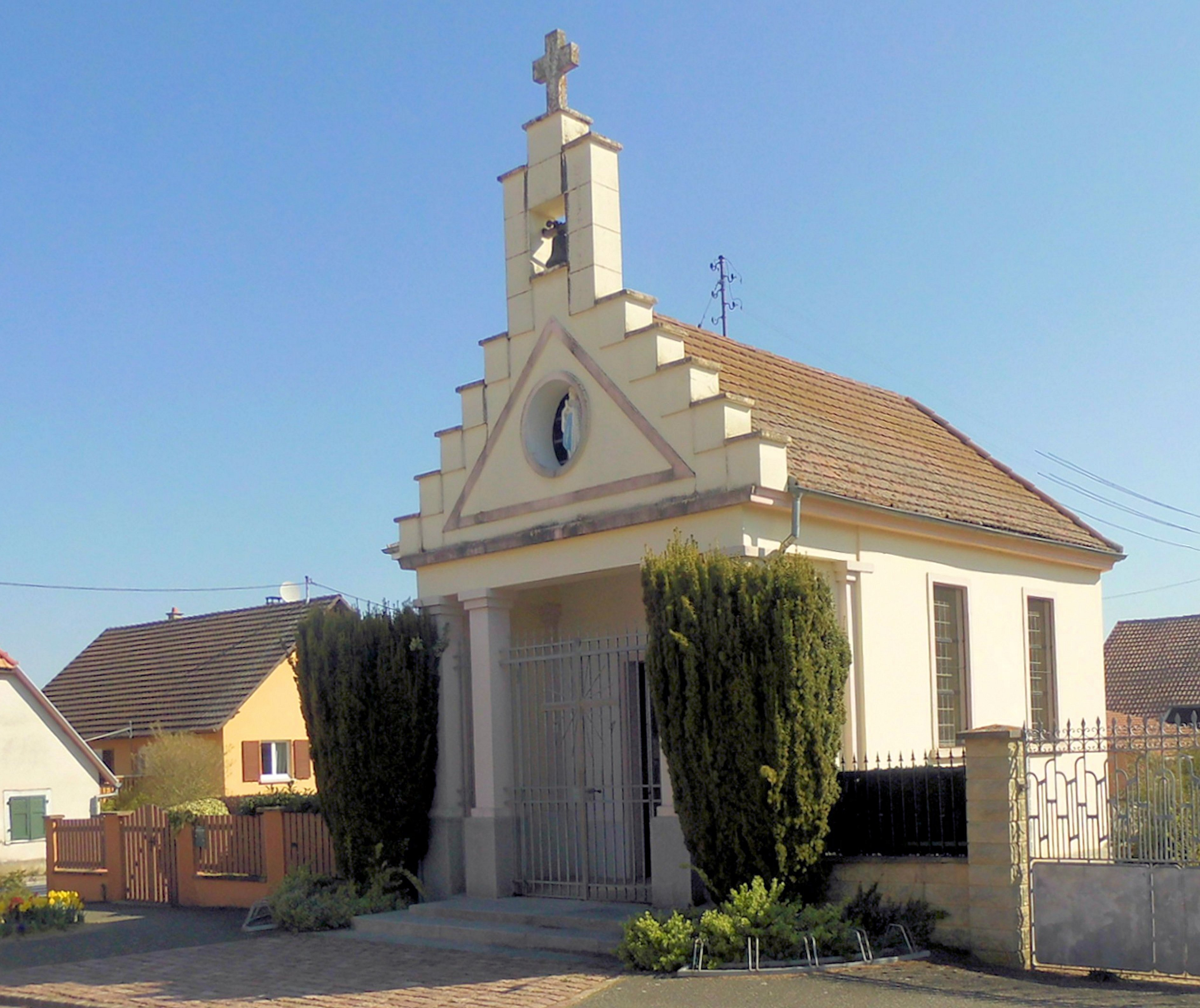
Kapelle Reine-du-Monde ([Maria], Königin der Welt)

- Kirche Sainte-Agathe
- Kapelle Königin der Welt

## Zweckverband
Munchhouse ist Mitglied im Grenzüberschreitenden örtlichen Zweckverband Mittelhardt-Oberrhein, der auf Basis des Karlsruher Übereinkommens die grenzüberschreitende kommunale Zusammenarbeit von Gemeinden im Elsass und Baden fördert.